# 塞尔凯海国家公园
塞尔凯海国家公园（芬蘭語：Selkämeren kansallispuisto），是芬兰的一座国家公园，位于芬兰芬兰本部区和萨塔昆塔区之间的塞尔凯海海域里。国家公园成立于2011年，面积约为940平方公里，其中98%的面积为海面。